# Visul oricărei femei
Visul oricărei femei sau Bărbatul perfect (titlul original în engleză Every Woman's Dream) este un film TV american dramatic de comedie din 1996 regizat de Steven Schachter. Rolurile principale au fost interpretate de actorii Jeff Fahey și Kim Cattrall.  
A avut premiera pe CBS la 15 octombrie 1996. Filmul a fost (re)lansat și pe DVD în 2015.

## Rezumat
Mitch Parker este un politician de succes, căsătorit cu Liz, dar își ascunde bigamia de ea fiind căsătorit și cu Candy. Pentru a menține o stare de normalitate se comportă ca și cum ar avea două personalități: este un agent CIA în fața primei sale soții și un miliardar mereu ocupat supraviețuitor al unei boli incurabile, în fața celei de-a doua soții.
Suspectând că ceva nu este în regulă, datorită scuzelor constante ale lui Mitch în scopul de a-și ascunde prima soție, Candy decide să-și investigheze soțul, descoperind realitatea și confruntându-l pe Mitch cu minciunile sale...

## Distribuție
- Jeff Fahey – Mitch Parker
- Kim Cattrall – Liz Wells
- Walter Addison – tatăl Lizei
- DeLane Matthews – Candy
- Judie Douglass – Merritt Foster
- Judith McConnell – mama  Lizei
- John Sumner – senatorul Bob Belding
- Grant Tilly – Phil Dobrowski
- Vicky Haughton – Marta
- John Parker – Tom Foster